# Tephrialia
Tephrialia is een geslacht van vlinders van de familie spinneruilen (Erebidae), uit de onderfamilie Calpinae.

## Soorten
- T. glyptalis Mabille
- T. trigonospila (Hampson, 1910)
- T. vausema Hampson, 1926